# Kevin Davies
Kevin Davies, född 26 mars 1977 i Sheffield, är en engelsk  före detta fotbollsspelare, anfallare, som bland annat spelade i Preston North End och gjorde 1 landskamp för England.
Sedan 2017 är han tränare i Southport FC.